# Scheune Zum Kartoffelmoor 3
Die Scheune Zum Kartoffelmoor 3 im niedersächsischen Schiffdorf, Ortsteil Wehden, im Landkreis Cuxhaven stammt vom Anfang des 20. Jahrhunderts.
Aktuell (2024) wird sie als Nebenanlage wohl landwirtschaftlich genutzt.
Das Gebäude steht unter Denkmalschutz (siehe auch Liste der Baudenkmale in Schiffdorf).

## Beschreibung
Das eingeschossige giebelständige verklinkerte Gebäude mit Satteldach, fast symmetrischer Giebelfassade, mit dem segmentbogigen Tor, aufsteigendem Giebelgesims aus Klinkern, geschossteilenden Gesimsen und segmentbogigen Öffnungen, wurde 1914 gebaut.
Ein Zwischenbau mit Drempel führte zum denkmalgeschützten bemerkenswerten Wohnhaus (1914) der Hofanlage.
Das Landesdenkmalamt befand u. a.: „ − Scheune als Teil der Hofanlage – geschichtliche und städtebauliche Bedeutung … .“